# Brachystegia lujae
Brachystegia lujae är en ärtväxtart som beskrevs av De Wild. Brachystegia lujae ingår i släktet Brachystegia och familjen ärtväxter. Inga underarter finns listade i Catalogue of Life.